# Encyrtus littoralis
Encyrtus littoralis är en stekelart som först beskrevs av Blanchard 1940.  Encyrtus littoralis ingår i släktet Encyrtus och familjen sköldlussteklar. Inga underarter finns listade i Catalogue of Life.